# Souboré
Souboré est une commune rurale située dans le département de Sapouy de la province du Ziro dans la région du Centre-Ouest au Burkina Faso.

## Éducation et santé
Le village de Soubouré à une école primaire publique.